# 불루산산
불루산산(Mount Bulusan, Bulusan Volcano)은 필리핀 루손섬에 있는 화산으로, 성층 화산이다. 비콜 지방 소르소곤주에 위치해 있으며, 마욘산에서 남동쪽으로 70 km 떨어진 곳에, 필리핀의 수도 마닐라에서 남동쪽으로 약 250 km 떨어진 곳에 위치하고 있다.
높이는 1,565 m이며, 정상에는 호수가 있고, 최근에 2015년 5월 6일에 최종 분화한 것으로 확인되었다.

## 물리적 특징
불루산은 화산학자들에 의해 성층 화산으로 분류되어 있으며, 약 4만년 전에 형성된 이로신 칼데라의 북동쪽 테두리 차지하고 있다. 가장 높은 정점이 해발 1,565 m이며, 직경은 15 km이다.
정상 부근에는 4개의 분화구와 4개의 온천이 존재한다. 블랙버드 호수(Blackbird Lake)라고 불리는 첫번째 분화구는 직경이 20 m에 깊이가 15 m에 달한다. 두번째 분화구는 60면을 가진 타원형으로 직경 30 m에 깊이가 15 m이다. 세번째 분화구는 직경이 약 90 m이며, 깊이는 20 m에 달한다. 반면, 북동쪽 테두리에 가장 가까운 네번째 분화구는 1981년에 분출을 일으켰다. 그외에도 100 m에 5~8 m 길이로 갈라진 틈이 이 분화구 아래에 존재한다.
이곳의 온천은 산베논 온천, 마파소 온천, 산비센테 온천, 마사크로트 온천이 있다.
이곳 외에도 인접한 호마한산, 비니타칸산, 부타안산, 칼룽가란산, 칼라우난산, 타본타본산, 후반산, 후르마한산에 화산 구조물이 존재한다.

## 분출
루손섬에 있는 화산들 중에서도 가장 남쪽에 위치한 화산으로 활동이 활발하다. 1885년부터 분화가 확인된 이래 15회 이상 폭발을 했다. 그리하여 마욘산, 탈 화산, 칸라온산에 이어 네번째로 활동이 활발한 활화산으로 간주된다.

## 대비
이곳에는 반도의 여러 지역에 대피 절차가 있다. 화산과 인접한 농장은 대피를 해야 하며, 학교는 화산이 분출할 위험이 있을 시는 휴교를 해야 한다.

## 최근 활동

### 2014년 7월
2014년 7월 13일 24시간 관측기에 지진 네트워크가 13회의 화산 지진을 알아냈다.

### 2015년 5월
2015년 5월 1일 오후 9:46경에 불루산에서 250m에 이르는 화산재가 약 3.5분간 분출되었다. 이 사건은 필리핀 지진 연구소(PHIVOLCS)에 의해서 주변 지역에 대한 경보1단계(Alert Level 1)의 ‘소규모 폭발건’으로 분류되었다. 두번째 화산재 폭발은 5분간 지속되었으며, 같은 날 발생했다. 필리핀 지진연구소는 분출의 원인을 화산 아래의 지열 활동에 의한 것이라고 밝혔다. 또한 주민들에게 영구위험지역 4km 이내로 접근하지 말 것을 권고했다. 또한 저고도 비행을 하는 항공기들에게 수증기 폭발 위험을 인지시켰으며, 강과 하천 근처의 주민들에게 용암 유출 위험을 경고했다.

### 2015년 6월
2015년 6월 16일, 불루산산이 두 차례 화산 분출을 했다. 최초의 것은 오전 11:02으로 10분간 지속되었고, 높이 1 km의 회색 빛 증기와 화산재를 내뿜었고, 폭발음을 동반했다. 두번째 것은 오전 11:20에 관측되었고, 1분을 지속하였으며, 화산재만 분출했다.
이틀 뒤인 6월 18일, 화산이 또 한 차례 분출했지만, 정상의 짙은 구름으로 인해 시각적으로 관측하지는 못했다. 이 분출에 앞서 이로신 타운의 마본 마을 주민들에게 우르렁 거리는 소리가 오전 5시에서 7시 사이에 들렸다. 다음 날인 6월 19일, 불루산이 오후 2:55분경에 다시 한번 불출되었고, 1.5 km에 이러는 화산재를 동반했다.